# Olavi Virta
Oskari Olavi "Ola" Virta (Ilmén fram till 1926), född 27 februari 1915 i Sysmä, Finland, död 14 juli 1972 i Tammerfors, Finland var en finsk sångare, känd för sina bidrag till den finska tangon. Åren 1938-1966 spelade han in mer än 600 sånger, däribland 136 tangor, varav många blivit finska populärmusiksklassiker.
Till dessa sånger hör typiska tangolåtar, exempelvis Punatukkaiselle tytölleni (Till min rödhåriga flicka), Ennen kuolemaa (Innan döden, Avant de mourir) och Täysikuu (Fullmåne), men även varierad populärmusik såsom Poika varjoisalta kujalta (Pojke från en mörk gränd, Guaglione), Hopeinen kuu (Silvermåne, Guarda che luna), Eva och Kultainen nuoruus (Gyllene ungdom). Han deltog även under 1950-talet i Kipparikvartetten som andre tenor. Han emottog också tre guldskivor för Ennen kuolemaa, Tulisuudelma (Eldkyss, El choclo) och La Cumparsita.

## Uppväxt och tidig musikalisk skolning
Virta föddes i en musikalisk familj. Hans far spelade violin och hans mor mandolin. Olavi själv började spela piano som 8-åring men bytte instrument när han senare fick en violin av sin far och han började spelade med Sörnäs församlings kammarorkester. Under 1930-talet antogs Virta till Dallapé-yrkesskolan och började uppträda tillsammans med studenterna från orkestern. Vid den tiden tog han också sina första sånglektioner under kantor Mauno Tamminen och sånglärare Olavi Nybergs ledning. Virta sjöng under sin armétid på 1930-talets mitt i manskören Karjalan Laulu och tog sånglektioner under ledning av sånglärare Nikolai "Ukko" Schamakoff.

## Tidig karriär

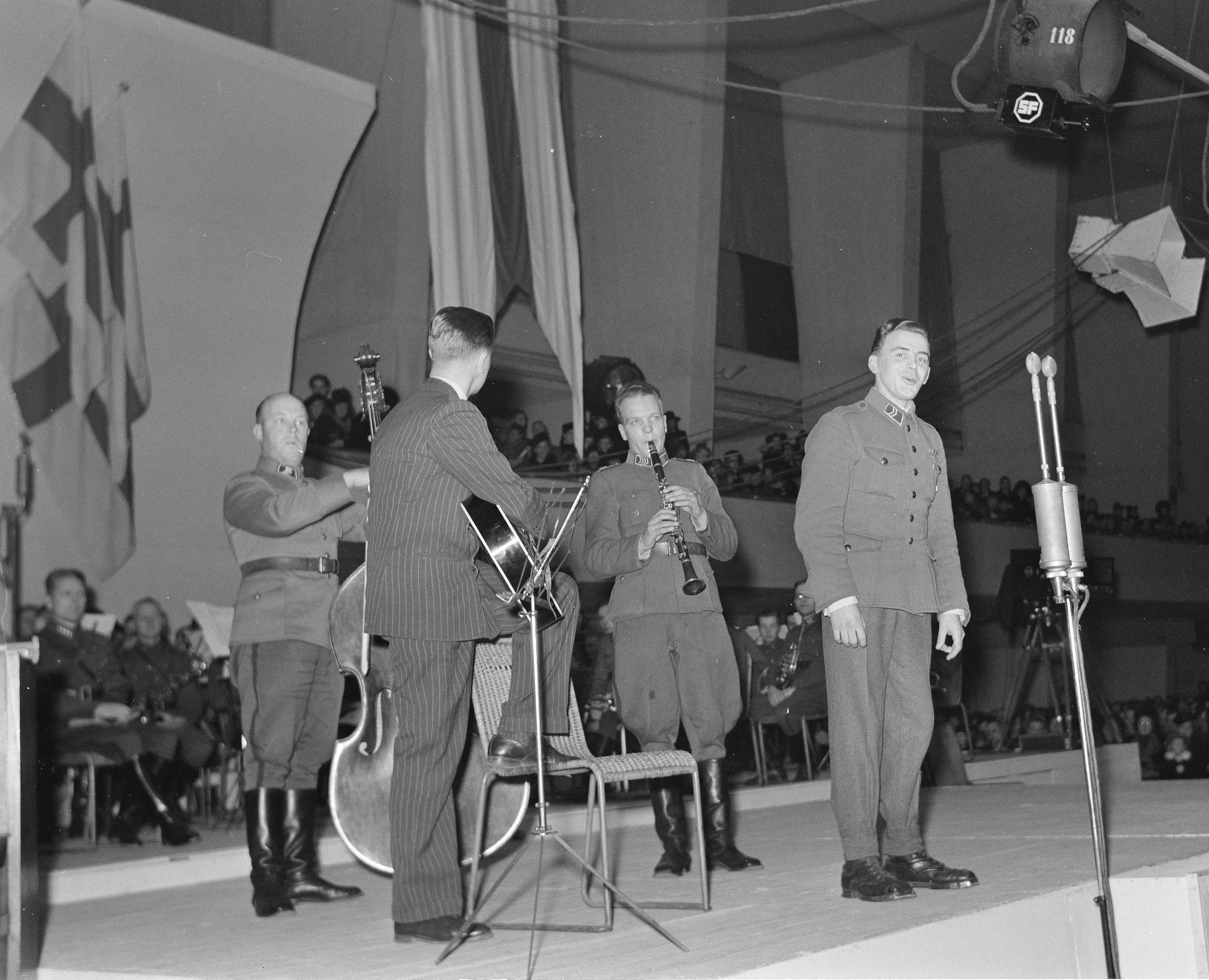
Undersergeant Olavi Virta uppträder i en utställningshall på väpnarkväll i november 1942. Bild: SA-kuva

Efter att ha avslutat sin armétjänstgöring 1937 fick Virta en plats som yrkesmusiker i "Rainbow"-orkestern som sångare och gitarrist. De första inspelningarna, Syysserenadi (Höstserenad) och Kun öinen kuu kulkee (När månen passerar genom natten), spelade Virta in redan 1938 tillsammans med orkestern "Tauno Marttisen Suomen soitin". Följande år spelade Virta in tiotals stycken under namnet "Bruno Laakko ja hänen orkesterinsa Lepakot", en pseudonym han använde tillsammans med solister från Dallapé-orkestern. Dessa inspelningar innehåller bland annat foxtroten Pihapihlaja (Gårdsrönn) och Teetä kahdelle (Te för två, Tea for two) samt jenkkan Kuljin minä illalla koivikkotietä (Jag promenerade på kvällen på björkvägen). 
Sångkarriären avbröts dock i samband med det finska vinterkrigets utbrott. Virta stationerades vid fronten med sin gitarr och arbetade som en slags underhållare, men mottagandet från soldaterna var inte alltid det bästa tänkbara. Under tiden mellan krigen drömde Virta om en karriär som konsertsångare och planerade en studieresa till Italien, som av ekonomiska orsaker ej genomfördes. Under fortsättningskriget arbetade Virta bland annat på statsradion som programledare. Under efterkrigstiden tränade Virta upp sin scennärvaro vid den Finska Filmindustriskolan samt vid revyteatern Punainen Mylly. Under åren 1945–1946 fick Virta sånginstruktioner av operasångaren Thorild Brödermann.
I mitten på 1940-talet grundade Virta två musikaffärer. Tiden som affärsman och skådespelare i Punainen Mylly sägs vara orsaken till att Virta under 1940-talet inte spelade in särskilt mycket material. 1946 ingick Virta äktenskap. Med sin fru Irene fick han tre barn; Pauli, Harriet och Sheila. Under samma tid tog Virtas musikkarriär fart. Sångerna Tähti ja meripoika (Stjärnan och sjömannen) (1946) och Sua lemmin kuin järjetön mä oisin (Att älska dig som om jag vore galen) (1947) har stigit till evergreen-status i Finland.

## 1950-talet
Under 1950-talet spelade Virta in mycket material, var högt upp på listorna och framträdde ofta på radion. Under den här tiden fick hans röst sin kännspaka (karakteristiska) form, när han med egna ord började "sjunga med full spänning". Den mest aktiva perioden i Virtas sångkarriär var  1953–1954, när han nästan dagligen besökte studion för att spela in material. Kända inspelningar från 1950-talet är bland andra Täysikuu (Fullmåne), Mustasukkaisuutta (Svartsjuka, Tango jalousie), Sinun silmiesi tähden (Stjärnor i dina ögon), Sokeripala (Sockerbit), Poika varjoiselta kujalta (Pojke från en mörk gränd), Mambo Italiano och Armi, en låt med musik av Erik Lindström dedicerad till den finska skönhetsdrottningen Armi Kuusela som vann den första Miss Universum-tävlingen någonsin 1952.
I oktober-november 1958 gav skivbolagsdirektören Niilo Saarikko både Olavi Virta och Veikko Tuomi sparken från skivbolaget Levytukkus kontor. Orsaken var att de båda spelat in varsin version av stycket Kwai-joen silta (Bron över floden Kwai) och slagit vad om vems version som skulle sälja bättre. Båda versionerna gavs ut den 5 september på två på varandra påföljande skivnummer av skivbolaget Philips. Virta skrev egna ord och sjöng i den färdiga filmen men resultatet sågades av recensenter.
I mars 1959 rapporterade den finska kvällstidningen Ilta-Sanomat om en inträffad skandal i Ilomants den 16 mars samma år. Virta och hans orkester hade uppträtt i berusat tillstånd. Dragspelaren Arvo Nyström arresterades för aggressivt beteende och Virta pekades ut som ansvarig för orkesterns fylla. Skandalen förstörde nästan hans karriär och media gav honom öknamnet den "sjungande köttbullen". Strax efter detta föll Virtas familj sönder och samman och i samband med detta gick Olavi Virtas musikaffärer samma öde till mötes. Officiellt gick Oy Olavi Virta & Co Ab i konkurs 28 januari 1964.

## 1960-talet
Virta steg dock snabbt upp till toppen igen och skrev under ett skivkontrakt tillsammans med Scandia-gruppen och gjorde nu bland annat nytolkningar av tidigare inspelningar. En av de största klassikerna, Hopeinen kuu spelades in 1960.
1962 drabbades Virta av en sjukdomsattack och han diagnostiserades med typ 2-diabetes och skrumplever. Kring samma tid dömdes Virta till två månaders fängelse för rattfylleri. Efter att ha avtjänat sitt straff spelade Virta 1963 in tangorna Kun ilta ehtii (När kvällen nås) och Annabella. Sin sista inspelning gjorde Virta den 6 juni 1966. Styckena som spelades in var Nyt soita balalaikka (Nu spelar balalajkan) och Sateinen ilta (Regning kväll, Soir de pluie). Den allvarliga alkoholismen och diabetesens effekter på Virtas hälsa påverkade dock inte hans kännspaka röst. 
Strax efter den sista inspelningen drabbades Virta av en stroke och låg på sjukhus i över ett års tid. En följd av stroken var att Virta tvingades lära sig alla låttexter från början igen. Virta hade bott i Tammerfors sedan 1964 och flyttade 1967 efter sjukhusvistelsen till stadsdelen Pispala där han avled den 14 juli 1972, bara en månad efter att ha blivit den första finska underhållare som fått statlig pension. Virtas sista gäst under kvällen han dog var sångaren Teuvo Valo, som varit en god vän till Virta sedan början på 1950-talet. Virta hade bett Valo att stanna över natten, men Valo hade inte haft möjlighet till detta. På morgonen var tangokungen död. Virta hade tillbringat sina sista år i Hulda Simulas vård, i vars stuga han också dog. Virta ligger begraven på Malms begravningsplats, avdelning 90-52-464 i Helsingfors.
Under hela sin sångkarriär spelade Olavi Virta också in egna versioner av finländska evergreen-klassiker, såsom exempelvis Metsäkukkia (Skogsblommor) såväl som internationellt kända tangor som exempelvis La Cumparsita, Avant de mourir och Liebe war es nie. Ibland spelade Virta in egna versioner av samtida populärmusik, vilket kunde vara förödande för originalupphovsmännen eftersom majoriteten av lyssnarna tenderade att föredra Virtas versioner.

## Alla tiders schlager
Olavi Virtas tolkning av Hopeinen kuu (Silvermåne) utsågs till "Alla tiders schlager" av Yle Radio Suomis lyssnare 2006. Hopeinen kuu erhöll över tjugo procent av de totala rösterna. 

## Minnesmärken
- Olavi Virtas minnesmärke[6]
- Supportergruppen Virtapiiri Ry avtäckte ett minnesmärke den 22 april 2005 på platsen där Virta spelat in många av sina sånger på 1950-talet, vid caféet Kirja i Kronohagen, Helsingfors. Vid fasaden finns en minnesplatta utformad av den finska konstnären Kari Lindström. Minnesmärket avtäcktes av vice-kommundirektör Ilkka-Christian Björklund.

## Diskografi
- Sinitaivas − 32 tunnetuinta (1983)
- Vihreät niityt − 32 unohtumatonta (1984)
- Poika varjoiselta kujalta (1987)
- 28 ikivihreää (1988)
- Kootut levyt osa 1 (Olavi Virta) (1992)
- Kootut levyt osa 2 (Olavi Virta) (1993)
- Kootut levyt osa 3 (Olavi Virta) (1993)
- Kootut levyt osa 4 (Olavi Virta) (1993)
- Kootut levyt osa 5 (Olavi Virta) (1993)
- Kootut levyt osa 6 (Olavi Virta) (1994)
- Kootut levyt osa 7 (Olavi Virta) (1994)
- Kootut levyt osa 8 (Olavi Virta) (1994)
- Kootut levyt osa 9 (Olavi Virta) (1994)
- Kootut levyt osa 10 (Olavi Virta) (1994)
- Kootut levyt osa 11 (Olavi Virta) (1995)
- Kootut levyt osa 12 (Olavi Virta) (1995)
- Kootut levyt osa 13 (Olavi Virta) (1995)
- Kootut levyt osa 14 (Olavi Virta) (1995)
- Kootut levyt osa 15 (Olavi Virta) (1995)
- Kootut levyt osa 16 (Olavi Virta) (1995)
- Kootut levyt osa 17 (Olavi Virta) (1995)
- Kootut levyt osa 18 (Olavi Virta) (1995)
- Kootut levyt osa 19 (Olavi Virta) (1995)
- Kootut levyt osa 20 (Olavi Virta) (1995)
- Kootut levyt osa 21 (Olavi Virta) (1994)
- Kootut levyt osa 22 (Olavi Virta) (1994)
- Kootut levyt osa 23 (Olavi Virta) (1994)
- Kootut levyt osa 24 (Olavi Virta) (1993)
- Kootut levyt osa 25 (Olavi Virta) (1993)
- Kootut levyt osa 26 (Olavi Virta) (1993)
- Kootut levyt osa 27 (Olavi Virta) (1993)
- Kootut levyt osa 28 (Olavi Virta) (1993)
- Kootut levyt osa 29 (Olavi Virta) (1993)
- 20 suosikkia – Sinun silmiesi tähden (1999)
- 20 suosikkia - Keinu kanssasi (1999)
- 20 suosikkia – Sydänsuruja (1999)
- 20 suosikkia – Hopeinen kuu (1999)
- Mestari (2005)
- Mestari: Legendan ääni elää - 100 unohtumatonta ikivihreää (2005)
- Hopeinen Kuu Ja 19 Muuta Olavi Virran Toivotuinta (2009)

Kootut levyt-serien innehåller, bortsett från två musikstycken, Olavi Virtas samlade diskografi. De låtar som inte förekommer är Tuntematon tango och Virran rannalla.

## Filmografi
- En rik flicka (1939) (solist i en grupp)
- SF-Paraden (1940)
- Unga människor (1943)
- Kalle Aaltonens brud (1948)
- Hallin Janne (1950)
- Vera – zigenerskan (1950)
- Älskling, jag hatar dej (1951)
- Skepparkvartetten (1952)
- Kalle Träskalles pensionat (1953)
- Ja’ ringer.. i afton... (1954)
- Kalle Träskalle och Stumpen i snömannens spår (1954)
- Två glada stockflötare (1954)
- Kalle Träskalle och Stumpen som parktanter (1955)
- Du kära tjuv (1957)
- Den stora schlagerparaden (1959)
- Schlagerkarusellen går (1960)

Dokumentärer om Olavi Virta:
- Iskelmäparaati (1939) (som solist i en grupp)
- Olavi Virta (1972), regi av Peter von Bagh
- Olavi Virta (1987), regi av Peter von Bagh